# Ziva-Marie Faske
Ziva-Marie Faske (* 2008) ist eine deutsche Schauspielerin.

## Leben
Ziva-Marie Faske wurde 2008 geboren und entdeckte ihr Faible fürs Schauspiel, als sie im Kita-Theater Frau Holle spielte. Daraufhin ging ihre Mutter, eine Theaterpädagogin, mit ihr zu einer Castingagentur und bereits im Alter von 7 Jahren spielte sie in der Fernsehserie Schuld nach Ferdinand von Schirach mit, wo sie eine 5-Jährige verkörperte. Weitere Rollen folgten, so spielte sie unter anderem in der Fernsehserie Weissensee in einer Staffel die Rolle der Anna Kupfer. Im Jahr 2020 spielte sie ihre erste Hauptrolle in dem Fernsehfilm Ein Sommer an der Moldau, wofür sie einen Monat in Prag drehte. Die Schauspielerin wohnt in Berlin.

## Filmografie
- 2015: Schuld nach Ferdinand von Schirach (Fernsehserie, 1 Folge)
- 2018: Weissensee (Fernsehserie, 6 Folgen)
- 2018: Magische Momente: Pauls Weihnachtswunsch
- 2019: Hüftkreisen mit Nancy
- 2020: Ein Sommer an der Moldau
- 2024: Tatort: Avatar